# Unia World Tour+Dark Passion Play
Es la quinta gira de la banda de metal sinfónico Sonata Arctica. Comenzó el 27 de abril de 2007 y terminó el 29 de noviembre de 2008. Se desarrolló para presentar su disco Unia, con el cual también realizaron su gira Dark Passion Play. En esta gira recorrieron todo el mundo además de Finlandia. Se realizaron un total de 158 shows. Lo más destacado de su gira fue su primera participación en la Argentina, que tuvo lugar en el estadio Obras, considerado en Argentina como Templo del Rock. Se destaca también por los 41 shows que la banda dio por Estados Unidos y Canadá en ese año 2008, superando a las dos giras actuales de la banda. Es la anteúltima gira con Marko Paasikoski en el bajo, que luego sería reemplazado por el actual Pasi Kauppinen, y es la última gira con Jani Liimatainen en la guitarra, siendo reemplazado por Elias Viljanen para la siguiente gira. Luego de finalizar esta larga gira mundial que los mantuvo presentando este disco, se metieron a grabar el disco sucesor que se llama The Days of Grays.

## Primeros shows, lanzamiento del disco y gira

### 2007
El 27 de abril comienza su gira con tres shows previos a la presentación del disco. El recital de inicio fue en el Club Teatria. Al día siguiente tocaron en RockKatti. Ese día tocaba La Renga en el estadio de Unión en su Gira Trueno Tierra. El 29 y 30 de abril dan otros dos shows, aquellos que se desarrollaron en Pakkahuone y Tavastia. El 25 de mayo sale este disco titulado Unia. Fue producido por Sonata Arctica y Markus Staiger. En el idioma finés, el nombre del disco significa Sueño. Consta de 12 canciones y es el sucesor de Reckoning Night. Es la anteúltima gira con Marko Paasikoski en el bajo, que luego sería reemplazado por su actual bajista Pasi Kauppinen como dijimos antes. El 9 de junio la banda inicia oficialmente las presentaciones de este disco. El show se desarrolló en Eteläpuisto en el marco del Sauna Open Air 2007. El 21 de junio tocaron en el Himos Festival realizado en el Himos Areena. 16 días después, la banda participó en el Ruisrock 2007. El recital tuvo lugar el 7 de julio. Dieron otros dos shows el 13 y 14 de julio en Finlandia, y entre el 19 y 22 de julio tocaron durante 4 fechas en Japón. Al regreso del país nipón, tocaron el 27 y 28 de julio en Ruka y Qstock. El 5 de agosto participaron del Ankkarock 2007. El 7 de septiembre, a un mes de su participación en el festival, la banda llega a México por primera vez. El recital tuvo lugar en el Circo Volador. Se sumaron otros dos shows el 8 y 9 de septiembre en el Café Iguana y en el Teatro Estudio Cavaret. Entre el 12 de septiembre y el 9 de octubre hicieron una gira de 21 shows por Estados Unidos y Canadá, como hacen siempre ya que es costumbre para la banda. Volvieron a Europa para tocar en Noruega y Suecia, y luego dieron shows en Alemania y Suiza entre el 5 y 10 de noviembre. El show del 31 de octubre se dio en plena noche de brujas. El 12 de noviembre la banda regresa al Reino Unido para dar un show en Electric Ballroom, y luego dan shows el 13 y 14 de noviembre en Francia, desarrollados en Élysée Montmartre y Transbordeur. El 16 y 17 de noviembre tocaron en Madrid y Barcelona. El 19 de noviembre volvieron a Italia para tocar en Alcatraz. El 20 y 21 de noviembre hicieron lo suyo en Petőfi Csarnok y Planet Music. El 23, 24, 25 y 26 de noviembre hicieron shows en Alemania, Bélgica y los Países Bajos, y entre el 5 y 31 de diciembre tocan en varios puntos de Finlandia para despedir el año. 

### 2008
Comienzan un nuevo año con 15 shows por Estados Unidos y Canadá, como es costumbre para la banda. El 22 de febrero comenzó su gira latinoamericana. El primer show tuvo lugar en el Teatro Caupolicán, y el segundo en El Huevo el 23 de febrero.  El 26 y 28 de febrero tocaron en Brasil, con shows en el Citibank Hall y Hellooch. El 1 de marzo llegaron por primera vez en su historia a la Argentina, y el concierto se desarrolló en el legendario estadio Obras. El 3 de marzo tocaron en Perú, y el show tuvo lugar en el Centro de Convenciones María Angola, donde Rata Blanca dio comienzo al Tour La llave de la puerta secreta allá por el 4 de junio de 2005. El 5 y 6 de marzo realizaron dos shows en México: Uno en el Café Iguana y otro en el Circo Volador. Entre el 21 y 27 de abril dieron 6 shows en el Reino Unido. El show del 21 de abril coincidió con el de Los Piojos en el estadio Luna Park. El 4 de junio volvieron a tocar en donde se inició la gira, y 3 días después participaron de una nueva edición del Sauna Open Air. El 18 de junio regresaron a los Países Bajos para dar un concierto en Effenaar. El 20 de junio la banda regresa a España para tocar en Kobetamendi en el marco del Kobetasonik 2008, y el 21 de junio tocaron en el Hellfest 2008, ambos realizados en España y Francia. Una semana después volvieron a Bélgica para tocar en el Graspop Metal Meeting 2008 desarrollado en Boeretang. Al día siguiente, ya de regreso a Finlandia, la banda participa en el Tuska 2008 desarrollado en Kaisaniemi el 28 de junio. El 4 de julio tocaron en una nueva edición del Ruisrock Festival, y luego en Simerock. El 13 de julio hicieron de la partida en el Masters of Rock Festival 2008. A principios de agosto, la banda regresó a Alemania para tocar en el Wacken Open Air 2008. El 3 de agosto, ya de regreso a Finlandia, la banda toca en otro festival, el Ankkarock. Entre el 28 de agosto y el 28 de septiembre hicieron una gira de 26 shows por Estados Unidos y Canadá otra vez, ya de regreso a esos países. El 18 de octubre volvieron a Japón para participar del Loud Park 2008 desarrollado en Saitama Super Arena, y el 31 de octubre volvieron a Suecia para tocar en el Folkets Park, y en pleno Halloween. El 1 y 2 de noviembre dieron dos shows en Noruega y Suecia. Tuvieron lugar en Rockefeller Music Hall y Tyrol, Grona Lund. El 4 de noviembre volvieron a los Países Bajos para tocar en Tivoli. Entre el 5 y 10 de noviembre dieron 5 shows en 5 ciudades de España y Francia. Se desarrollaron en París, Barcelona, Madrid, Baracaldo y Ramonville-Saint-Agne. El 12 de noviembre volvieron a Italia para dar un recital en Fillmore, y al día siguiente hicieron lo suyo en Viena. El 14 de noviembre volvieron a Hungría para tocar otra vez en Petőfi Csarnok y luego hicieron de la partida en Štuk. El 16 de noviembre volvieron a Alemania para hacer lo propio en Backstage. Luego siguieron el 18 de noviembre en la Z7 Konzertfabrik, el 19 de noviembre en Garage, el 20 de noviembre en Hof Ter Lo, el 21 de noviembre en Lucky & Co, el 22 de noviembre en Turbinenhalle y por último el 28 y 29 de noviembre en SDK MAI y SKK Arena. Y así fue que despidieron el año.

## Conciertos
- 27/04/2007 - Club Teatria, Oulu
- 28/04/2007 - RockKatti, Vuokatti
- 29/04/2007 - Pakkahuone, Tampere
- 30/04/2007 - Tavastia, Helsinki
- 09/06/2007 - Eteläpuisto, Tampere
- 21/06/2007 - Himos Areena, Jämsä
- 07/07/2007 - Ruissalo, Turku
- 13/07/2007 - Rockperry Festival, Vaasa
- 14/07/2007 - Laulurinne, Joensuu
- 19/07/2007 - Zepp Nagoya, Nagoya
- 20/07/2007 - Namba Hatch, Osaka
- 21/07/2007 - Shibuya-AX, Tokio
- 22/07/2007 - Shibuya-AX, Tokio
- 27/07/2007 - Ruka, Kuusamo
- 28/07/2007 - Qstock, Oulu
- 05/08/2007 - Korson Urheilupuisto, Vantaa
- 07/09/2007 - Circo Volador, México DF
- 08/09/2007 - Café Iguana, Monterrey
- 09/09/2007 - Teatro Estudio Cavaret, Zapopan
- 12/09/2007 - Ridglea Theatre, Fort Worth
- 14/09/2007 - Launchpad, Albuquerque
- 15/09/2007 - The Clubhouse, Tempe
- 16/09/2007 - Key Club, West Hollywood
- 17/09/2007 - Galaxy Theatre, Santa Ana
- 19/09/2007 - Bluebird Theatre, Denver
- 21/09/2007 - Metro, Chicago
- 22/09/2007 - Harpo's, Detroit
- 23/09/2007 - Peabody's Concert Club, Cleveland
- 24/09/2007 - The Opera House, Toronto
- 26/09/2007 - Salle Albert-Rousseau, Quebec
- 27/09/2007 - Le Medley, Montreal
- 28/09/2007 - The Chance, Poughkeepsie
- 29/09/2007 - The Palladium, Worcester
- 30/09/2007 - B.B. King Blues Club & Grill, Nueva York
- 02/10/2007 - Trocadero Theatre, Filadelfia
- 03/10/2007 - Jaxx Nightclub, Springfield
- 05/10/2007 - Center Stage, Atlanta
- 06/10/2007 - Culture Room, Fort Lauderdale
- 07/10/2007 - The Heaven Lounge, Winter Park
- 09/10/2007 - Meridian, Houston
- 31/10/2007 - Arenan/Fryshuset, Estocolmo
- 01/11/2007 - Sentrum Scene, Oslo
- 03/11/2007 - Lisebergshallen, Gotenburgo
- 04/11/2007 - Mejeriet, Lund
- 05/11/2007 - Markthalle, Hamburgo
- 07/11/2007 - Live Music Hall, Colonia
- 08/11/2007 - LKA Longhorn, Stuttgart
- 09/11/2007 - Z7 Konzertfabrik, Pratteln
- 10/11/2007 - All-Kart-Halle, Kaufbeuren
- 12/11/2007 - Electric Ballroom, Londres
- 13/11/2007 - Élysée Montmartre, París
- 14/11/2007 - Transbordeur, Villeurbanne
- 16/11/2007 - La Riviera, Madrid
- 17/11/2007 - Sala Razzmatazz I, Barcelona
- 19/11/2007 - Alcatraz, Milán
- 20/11/2007 - Petőfi Csarnok, Budapest
- 21/11/2007 - Planet Music, Viena
- 23/11/2007 - Garage, Saarbrücken
- 24/11/2007 - Hof Ter Lo, Antwerp
- 25/11/2007 - Poppodium 013, Tilburgo
- 26/11/2007 - Melkweg The Max, Ámsterdam
- 05/12/2007 - Jäähalli, Helsinki
- 26/12/2007 - Aspen Hallen, Haparanda
- 27/12/2007 - Club Teatria, Oulu
- 29/12/2007 - Kaapelitehdas, Helsinki
- 30/12/2007 - MetroAuto Arena, Tampere
- 31/12/2007 - Jäähalli, Mikkeli
- 01/02/2008 - Webster Theatre, Hartford
- 02/02/2008 - Mark's Showplace, Bedford
- 03/02/2008 - Starland Ballroom, Sayreville
- 05/02/2008 - Imperial de Quebec, Quebec
- 06/02/2008 - The Embassy Hotel, London
- 08/02/2008 - West End Cultural Centre, Winnipeg
- 09/02/2008 - The Exchange, Regina
- 10/02/2008 - The Starlite Room, Edmonton
- 11/02/2008 - The Warehouse, Calgary
- 13/02/2008 - The Plaza Club, Vancouver
- 14/02/2008 - El Corazón, Seattle
- 15/02/2008 - Hawthorne Theater, Portland
- 16/02/2008 - The Boardwalk, Orangevale
- 18/02/2008 - Slim's, San Francisco
- 19/02/2008 - House of Blues, San Diego
- 22/02/2008 - Teatro Caupolicán, Santiago
- 23/02/2008 - El Huevo, Valparaíso
- 26/02/2008 - Citibank Hall, São Paulo
- 28/02/2008 - Hellooch, Curitiba
- 01/03/2008 - Estadio Obras Sanitarias, Buenos Aires
- 03/03/2008 - Centro de Convenciones María Angola, Lima
- 05/03/2008 - Café Iguana, Monterrey
- 06/03/2008 - Circo Volador, México DF
- 21/04/2008 - Carling Academy Islington, Londres
- 22/04/2008 - Rio's, Leeds
- 23/04/2008 - The Garage, Glasgow
- 25/04/2008 - Corporation, Sheffield
- 26/04/2008 - The Button Factory, Dublín
- 27/04/2008 - JB's, Dudley
- 06/05/2008 - City Square, Kavarna
- 04/06/2008 - Club Teatria, Oulu
- 07/06/2008 - Eteläpuisto, Tampere
- 18/06/2008 - Effenaar, Eindhoven
- 20/06/2008 - Kobetamendi, Bilbao
- 21/06/2008 - Val de Moine, Clisson
- 28/06/2008 - Boeretang, Dessel
- 29/06/2008 - Kaisaniemi, Helsinki
- 04/07/2008 - Ruissalo, Turku
- 06/07/2008 - Simerock, Rovaniemi
- 11/07/2008 - Idroscalo, Milán
- 13/07/2008 - Areál likérky R. Jelínek, Vizovice
- 01/08/2008 - Wacken Open Air, Wacken
- 03/08/2008 - Korson Urheilupuisto, Vantaa
- 28/08/2008 - Jaxx Nightclub, Springfield
- 29/08/2008 - Trocadero Theatre, Filadelfia
- 30/08/2008 - The Palladium, Worcester
- 31/08/2008 - The Chance, Poughkeepsie
- 01/09/2008 - Metrópolis, Montreal
- 02/09/2008 - Sound Academy, Toronto
- 04/09/2008 - Agora, Cleveland
- 05/09/2008 - Harpo's, Detroit
- 06/09/2008 - House of Blues, Chicago
- 07/09/2008 - Station 4, St. Paul
- 09/09/2008 - The Showbox SoDo, Seattle
- 10/09/2008 - Roseland Theater, Portland
- 11/09/2008 - The Big Easy, Boise
- 12/09/2008 - The Fillmore, San Francisco
- 13/09/2008 - Wiltern Theatre, Los Ángeles
- 14/09/2008 - Marquee Theatre, Tempe
- 16/09/2008 - Palladium Ballroom, Dallas
- 17/09/2008 - La Zona Rosa, Austin
- 20/09/2008 - House of Blues, Orlando
- 21/09/2008 - Jannus Landing, St. Petersburg
- 23/09/2008 - Valarium, Knoxville
- 24/09/2008 - Tremont Music Hall, Charlotte
- 25/09/2008 - Uncle Pleasant's, Louisville
- 26/09/2008 - Rams Head Live!, Baltimore
- 27/09/2008 - Nokia Theatre Times Square, Nueva York
- 28/09/2008 - Penny Arcade, Rochester
- 18/10/2008 - Saitama Super Arena, Saitama
- 31/10/2008 - Folkets Park, Huskvarna
- 01/11/2008 - Rockefeller Music Hall, Oslo
- 02/11/2008 - Tyrol, Gröna Lund, Estocolmo
- 04/11/2008 - Tivoli, Utrecht
- 05/11/2008 - Élysée Montmartre, París
- 07/11/2008 - Sala Razzmatazz I, Barcelona
- 08/11/2008 - Sala La Riviera, Madrid
- 09/11/2008 - RockStar Live, Baracaldo
- 10/11/2008 - Le Bikini, Ramonville-Saint-Agne
- 12/11/2008 - Fillmore, Cortemaggiore
- 13/11/2008 - Planet tt. Bank Austria Halle Gasometer, Viena
- 14/11/2008 - Petőfi Csarnok, Budapest
- 15/11/2008 - Štuk, Maribor
- 16/11/2008 - Backstage, Múnich
- 18/11/2008 - Z7 Konzertfabrik, Pratteln
- 19/11/2008 - Garage, Saarbrücken
- 20/11/2008 - Hof Ter Lo, Antwerp
- 21/11/2008 - Lucky & Co, Rijssen
- 22/11/2008 - Turbinenhalle, Oberhausen
- 28/11/2008 - SDK MAI, Moscú
- 29/11/2008 - SKK Arena, San Petersburgo

## Formación durante la gira
- Tony Kakko - Voz
- Jani Liimatainen - Guitarra
- Marko Paasikoski - Bajo
- Tommy Portimo - Batería
- Henrik Klingenberg - Teclado